# Барашек (посёлок)
Бара́шек — посёлок в Рыльском районе Курской области. Входит в состав Ивановского сельсовета.

## География
Посёлок находится в 87 км западнее Курска, в 19,5 км восточнее районного центра — города Рыльск, в 3 км от центра сельсовета  — Ивановское.
Климат
Барашек, как и весь район, расположен в поясе умеренно континентального климата с тёплым летом и относительно тёплой зимой (Dfb в классификации Кёппена).

## Население
| 2002 | 2010 |
| ---- | ---- |
| 91   | ↘90  |

## Инфраструктура
Личное подсобное хозяйство. В посёлке 68 домов.

## Транспорт
Барашек находится в 1,5 км от автодороги регионального значения 38К-017 (Курск — Льгов — Рыльск — граница с Украиной), на автодороге 38Н-040 (Марьино — Верхняя Груня), в 12,5 км от ближайшего ж/д остановочного пункта 378 км (линия 322 км — Льгов I).
В 155 км от аэропорта имени В. Г. Шухова (недалеко от Белгорода).